# Redender Stein
Redender Stein är en bergstopp i Österrike.   Den ligger i distriktet Liezen och förbundslandet Steiermark, i den centrala delen av landet, 190 km väster om huvudstaden Wien. Toppen på Redender Stein är 1 900 meter över havet, eller 42 meter över den omgivande terrängen. Bredden vid basen är 0,45 km.
Terrängen runt Redender Stein är bergig österut, men västerut är den kuperad. Redender Stein ligger uppe på en höjd som går i öst-västlig riktning. Närmaste större samhälle är Bad Aussee, 11,8 km sydväst om Redender Stein. 
Trakten runt Redender Stein består i huvudsak av gräsmarker. Runt Redender Stein är det ganska glesbefolkat, med 25 invånare per kvadratkilometer.